# Leptosiaphos ianthinoxantha
Leptosiaphos ianthinoxantha är en ödleart som beskrevs av  Böhme 1975. Leptosiaphos ianthinoxantha ingår i släktet Leptosiaphos och familjen skinkar.
Artens utbredningsområde är Kamerun. Inga underarter finns listade i Catalogue of Life.